# Championnats d'Europe de tir à l'arc en salle 2022
Navigation
Édition précédente Édition suivante
Les Championnats d'Europe de tir à l'arc en salle 2022 sont la 18e édition des Championnats d'Europe de tir à l'arc en salle. Ils se déroulent du 14 au 19 février 2022 à Laško, en Slovénie.

## Résultats

### Classique
| Épreuves                 | Or                                                            | Argent                                                     | Bronze                                                            |
| ------------------------ | ------------------------------------------------------------- | ---------------------------------------------------------- | ----------------------------------------------------------------- |
| Individuel hommes        | Clément Jacquey (FRA)                                         | Jean-Charles Valladont (FRA)                               | Erdem Tsydypov (RUS)                                              |
| Individuel hommes junior | Alexander Kryvoruchko (UKR)                                   | Matteo Balsamo (ITA)                                       | Bair Torgubaev (RUS)                                              |
| Individuel femmes        | Lisa Barbelin (FRA)                                           | Vanessa Landi (ITA)                                        | Anastasia Pavlova (UKR)                                           |
| Individuel femmes junior | Dzvenyslava Chernyk (UKR)                                     | Ceren Kocur (TUR)                                          | Sevval Yakupoglu (TUR)                                            |
| Par équipe hommes        | France Thomas Chirault Clément Jacquey Jean-Charles Valladont | Biélorussie Kiryl Firsau Anton Karoukin Raman Nikitsionak  | Italie Federico Musolesi Mauro Nespoli Alessandro Paoli           |
| Par équipe hommes junior | Russie Mukhibullo Makhmudov Bair Torgubaev Sergei Tsyrenov    | Turquie Berkay Akkoyun Harun Kirmizitas Efe Gürkan Maras   | Ukraine Nikita Dunyashev Alexander Kryvoruchko Oleksandr Pantsyru |
| Par équipe femmes        | Ukraine Veronika Marchenko Anastasia Pavlova Polina Rodionova | Turquie Gulnaz Busranur Coskun Gizem Ozkan Assiya Yilmazer | Russie Tuiana Budazhapova Valeriya Mylnikova Inna Stepanova       |
| Par équipe femmes junior | Ukraine Dzvenyslava Chernyk Daria Koval Zhanna Naumova        | Italie Chiara Compagno Roberta Di Francesco Ginevra Landi  | Russie Mariia Gilmanova Renata Kurchatova Viktoria Namdakova      |

### À poulie
| Épreuves                 | Or                                                                | Argent                                                            | Bronze                                                         |
| ------------------------ | ----------------------------------------------------------------- | ----------------------------------------------------------------- | -------------------------------------------------------------- |
| Individuel hommes        | Mike Schloesser (NED)                                             | Jean-Philippe Boulch (FRA)                                        | Nicolas Girard (FRA)                                           |
| Individuel hommes junior | Matthias Fullerton (DEN)                                          | Shamai Yamrom (ISR)                                               | Batuhan Akcaoglu (TUR)                                         |
| Individuel femmes        | Ella Gibson (GBR)                                                 | Elizaveta Knyazeva (RUS)                                          | Alexandra Savenkova (RUS)                                      |
| Individuel femmes junior | Arina Cherkezova (RUS)                                            | Songul Lok (TUR)                                                  | Ipek Tomruk (TUR)                                              |
| Par équipe hommes        | Pays-Bas Sil Pater Mike Schloesser Max Verwoerdt                  | Turquie Demir Elmaagacli Emircan Haney Furkan Oruc                | Portugal Cláudio Alves Rui Pereira Baptista Carlos Resende     |
| Par équipe hommes junior | Danemark Christoffer Berg Tore Bjarnarson Mathias Fullerton       | Roumanie Rares Daniel Alexandrescu Florin Mirel Judea Teodor Vlad | Turquie Batuhan Akcaoglu Eren Kirca Yakup Yildiz               |
| Par équipe femmes        | Russie Viktoria Balzhanova Elizaveta Knyazeva Alexandra Savenkova | Estonie Lisell Jaatma Meeri-Marita Paas Maris Tetsmann            | Italie Irene Franchini Elisa Roner Marcella Tonioli            |
| Par équipe femmes junior | Turquie Hazal Burun Songul Lok Ipek Tomruk                        | Russie Arina Cherkezova Ekaterina Rumyantseva Nika Snetkova       | Italie Elisa Bazzichetto Andrea Nicole Moccia Martina Serafini |

### Arc nu
| Épreuves                 | Or                                                 | Argent                                                   | Bronze                                                               |
| ------------------------ | -------------------------------------------------- | -------------------------------------------------------- | -------------------------------------------------------------------- |
| Individuel hommes        | Leo Pettersson (SWE)                               | Oliver Hicks (GBR)                                       | Vitalii Budiak (RUS)                                                 |
| Individuel hommes junior | Davide Morra (ITA)                                 | Adrian Vlase (ROU)                                       | non attribuée                                                        |
| Individuel femmes        | Cinzia Noziglia (ITA)                              | Fabia Rovatti (ITA)                                      | Laura Turello (ITA)                                                  |
| Individuel femmes junior | Elena Topliceanu (ROU)                             | Amelia Chumber (GBR)                                     | Kathryn Morton (GBR)                                                 |
| Par équipe hommes        | Suède Viggo Axelsson Joakim Hassila Leo Pettersson | Italie Simone Barbieri Valter Basteri Daniele Bellotti   | Slovénie Klemen Kelvisar Robert Lustrek Iztok Spinelli               |
| Par équipe femmes        | Italie Cinzia Noziglia Fabia Rovatti Laura Turello | Russie Yulia Blanter Maria Savenkova Viktorija Zuravlova | Pologne Anna Junczyk-Paczuska Regina Karkoszka Inga Zagrodzka-Dobija |

## Tableau des médailles
| Rang  | Nation          | Or | Argent | Bronze | Total |
| ----- | --------------- | -- | ------ | ------ | ----- |
| 1     | Ukraine         | 4  | 0      | 2      | 6     |
| 2     | Italie          | 3  | 5      | 4      | 12    |
| 3     | Russie          | 3  | 3      | 6      | 12    |
| 4     | France          | 3  | 2      | 1      | 6     |
| 5     | Danemark        | 2  | 0      | 0      | 2     |
| 5     | Pays-Bas        | 2  | 0      | 0      | 2     |
| 5     | Suède           | 2  | 0      | 0      | 2     |
| 8     | Turquie         | 1  | 5      | 4      | 10    |
| 9     | Grande-Bretagne | 1  | 2      | 1      | 4     |
| 10    | Roumanie        | 1  | 2      | 0      | 3     |
| 11    | Biélorussie     | 0  | 1      | 0      | 1     |
| 11    | Estonie         | 0  | 1      | 0      | 1     |
| 11    | Israël          | 0  | 1      | 0      | 1     |
| 14    | Pologne         | 0  | 0      | 1      | 1     |
| 14    | Portugal        | 0  | 0      | 1      | 1     |
| 14    | Slovénie        | 0  | 0      | 1      | 1     |
| Total | Total           | 22 | 22     | 21     | 65    |